# Hypogastrura laxasensillata
Hypogastrura laxasensillata är en urinsektsart som beskrevs av Lee 1974. Hypogastrura laxasensillata ingår i släktet Hypogastrura och familjen Hypogastruridae. Inga underarter finns listade i Catalogue of Life.